# Mesolouri
Mesolouri (grec : Μεσολούρι) est une communauté du nome de Grevena en Macédoine-Occidentale. La population de la communauté atteint 139 habitants au recensement de 2001.